# Grímr Kamban
Grímur Kamban (Grímr Kamban en vieux norrois) est selon la saga des Féroïens, le premier homme à avoir posé le pied sur les îles Féroé.
La saga dit qu'un viking norvégien, voulait échapper à la tyrannie du roi Harald Ier de Norvège et décida de s'installer sur ces îles. Cependant, d'autres sources disent qu'il est arrivé avant les personnes fuyant la tyrannie du roi Harald Ier de Norvège.
On ne sait pas vraiment non plus si cette personne était norvégienne car le nom Kamban est d'origine celtique. Il est donc tout à fait possible que Grímr Kamban soit venu d'Irlande (les irlandais avaient déjà découvert l'Islande). Il peut aussi être un des premiers norvégiens christianisés par les moines irlandais.
Grímr Kamban est bien le premier « véritable » habitant des îles mais la saga se trompe en disant qu'il est le premier à y poser le pied. En effet, des moines irlandais sont passés là avant. Dicuil dit que des moines ont séjourné aux Féroé en 625.
On dit que Grímr Kamban s'est installé à Funningur. Cette thèse pourrait être confirmée par la découverte de maisons viking à cet endroit.